# Liste der Naturdenkmale in Trassem
Die Liste der Naturdenkmale in Trassem nennt die im Gemeindegebiet von Trassem ausgewiesenen Naturdenkmale (Stand 3. Juni 2024).

## Naturdenkmale
| Nr.         | Bezeichnung            | Lage                                                              | Beschreibung                         | Bild                                    |
| ----------- | ---------------------- | ----------------------------------------------------------------- | ------------------------------------ | --------------------------------------- |
| ND-7235-389 | Linde                  | Trassem, südlich des Ortes an der L 131; Abteilung Muschbach Lage | Tilia sp.                            | Direkt Bild zu diesem Denkmal hochladen |
| ND-7235-391 | Kastanie und Linde     | Perdenbach, Brückenstraße, gegenüber Nr. 23 Lage                  | Aesculus hippocastanum und Tilia sp. | Direkt Bild zu diesem Denkmal hochladen |
| ND-7235-392 | Eiche                  | Trassem, südlich des Ortes; Flur Auf Kahlenborn Lage              | Quercus sp.                          | Direkt Bild zu diesem Denkmal hochladen |
| ND-7235-461 | Eiche mit Heiligenbild | Trassem, südlich des Ortes; Flur Auf Kahlenborn Lage              | Quercus sp.                          | Direkt Bild zu diesem Denkmal hochladen |